# Institut for Matematiske Fag (Københavns Universitet)
 For alternative betydninger, se Institut for Matematiske Fag. (Se også artikler, som begynder med Institut for Matematiske Fag)
Institut for Matematiske Fag er et institut under Det Natur- og Biovidenskabelige Fakultet på Københavns Universitet. Instituttet ligger i H.C. Ørsted Instituttet (af studerende typisk bare kaldet HCØ). Instituttet har fire studieretninger
- Matematik (cand.scient)
- Matematik-Økonomi (cand.scient.oecon)
- Forsikringsvidenskab (cand.act)
- Statistik (cand.scient i statistik)

## Matematik
Med start fra august 2009 er der sket en del ændringer, når man starter på matematik på Københavns Universitet.
Det nye er, at man skal have et helt år udenfor matematik, og at dette kan allerede starte på første år. Dermed kan man have mellem 4 og 8 kurser på det første år, og de er
- Introduktion til Matematik (MatIntro)
- Lineær algebra (LinAlg)
- Analyse 0
- Analyse 1
- Diskret matematik (DisMat)
- Sandsynlighedsregning og statistik (SS)
- Algebra 1 (Alg1)
- Geometri 1 (Geom1)

Dog er der en stor andel som vælger valgfag (fag udenfor matematik) allerede på første år, og de skal så kun have de 4 første kurser på første år. De skal så have de 4 andre på andet år.
Hvis man vælger at læse sit valgfag sideløbende, har man følgende valgmuligheder:
- Fysik
  - Mekanik 1 | Mekanik 2 | Termodynamik | Elektromagnetime
- Datalogi
  - Introduktion til programmering | Objektorienteret programmerings design | Databaser og webdesign | Algoritmer og datastruktur
- Kemi
  - Introduktion til kemi | Organisk kemi 1 | Organisk kemi 2 | Fysisk kemi 1
- Økonomi
  - Introduktion til økonomi | Sandsynlighed og statistik | Operationsanalyse 1 | Mikroøkonomi

Matematik og datalogi ser ud til at være de mest populære at have på første år, udover de allerede obligatorisk matematik kurser.
Dog er fysik og økonomi også godt med. En del vælger dog også at have et helt år udenfor matematik, f.eks. med at læse filosofi.

## Gammel Ordning, Matematik-Statistik
Faget matematik-statistik er et fag der senere kan dele sig i to retninger. Enten kan den studerende fortsætte med at læse matematik, ellers kan vedkommende skifte til at læse statistik. De fleste vælger dog matematik. På det første år, opdelt i fire blokke, skal den studerende gennem følgende obligatoriske kurser:
- Introduktion til Matematik (MatIntro)
- Sandsynlighedsregning og statistik 1 (SaSt1)
- Lineær algebra (LinAlg)
- Matematisk metode (MatM)
- Diskret matematik (Dis)
- Algebra 1 (Alg1)
- Geometri 1 (Geom1) eller Sandsynlighedsregning og Statistik 2 (SaSt2)
- Algebra 2
- Analyse

På det andet år sammensætter den studerende selv sit studium. Der findes foruddefinerede forslag, som eksempelvis gymnasie- eller fysik-fagpakken. Men valget er grundlæggende op til den studerende. På tredje år er der yderligere valgfrihed, dog skal den studerende have et kursus i videnskabsteori inden for matematik, og hvis den studerende valgte Geom1 på 1. år skal han/hun have SaSt2, og ligeledes hvis den studerende valgte SaSt2 skal han/hun have Geom1. Desuden skal bachelorprojektet skrives i slutningen af tredje år.

## Links
- http://www.math.ku.dk

| Skole | Spire Denne artikel om en skole, en uddannelsesinstitution eller uddannelse er en spire som bør udbygges. Du er velkommen til at hjælpe Wikipedia ved at udvide den. |

55°42′01″N 12°33′38″Ø / 55.70039°N 12.56057°Ø